# Université polytechnique de Catalogne
L'université polytechnique de Catalogne (en catalan : Universitat Politècnica de Catalunya) est une université scientifique et technique de la Généralité de Catalogne (Espagne).

## Histoire
L'origine de l'université polytechnique de Catalogne remonte à la fondation, en 1968, de l'Institut Politècnic Superior, qui va regrouper les écoles techniques publiques déjà existantes à Barcelone. Ces écoles avaient une grande tradition et leur origine remonte, dans certains cas, au milieu du XIXe siècle comme l'Escola d'Enginyers Industrials de Barcelona, qui a commencé ses activités en octobre 1851. 
Se sont incorporées à l’Universidad Politécnica de Barcelone, l'université de Barcelone et celle de Terrassa. Plus tard se sont incorporées d'autres universités de la région catalane : Vilanova i la Geltrú, Manresa. L'Universidad Politécnica de Barcelona non seulement croit géographiquement mais également augmente le nombre de ses enseignements.
En 1984, l’Universidad Politécnica de Barcelona change son nom pour celui d’Universitat Politècnica de Catalunya (UPC). Ses statuts sont approuvés par le décret 232/1985, du 4 juillet.
Víctor de Buen, président de l'Institut Politècnic Superior, sera le premier président de l'Université polytechnique.
Actuellement, elle est une des universités de très haut niveau d'Espagne.

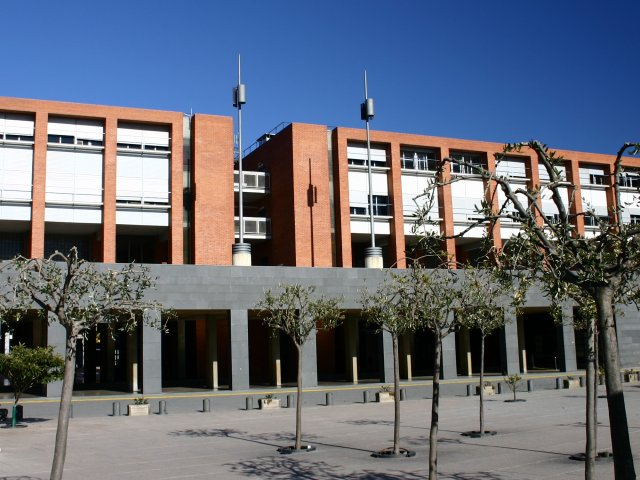
Entrée du campus Nord de l'UPC

## Les chiffres
- 14 écoles techniques supérieures et facultés
- 2 écoles universitaires
- 40 départements
- 3 instituts universitaires de recherche
- 5 centres intégrés
- 3 centres associés
- 1 musée de la géologie
- 26 651 étudiants (en centres propres)
- 4 183 étudiants en centres intégrés et associés
- 2 565 personnel enseignant et chercheur
- 1 388 personnel d'administration et service
- 309 143 278 € de budget (2007)
- 66 978 744 € issus du Centro de Transferencia de Tecnología

(Chiffres de 2007)

## Composantes

### Centres d'enseignement
- Centre de Formació Interdisciplinària Superior (CFIS)
- Escola d'Enginyeria de Barcelona Est (EEBE)
- Escola d'Enginyeria de Telecomunicació i Aeroespacial de Castelldefels (EETAC)
- Escola Politècnica Superior d’Edificació de Barcelona (EPSEB)
- Escola Politècnica Superior d’Enginyeria de Manresa (EPSEM)
- Escola Politècnica Superior d’Enginyeria de Vilanova i la Geltrú (EPSEVG)
- Escola Tècnica Superior d'Enginyers de Camins, Canals i Ports de Barcelona (ETSECCPB)
- Escola Tècnica Superior d’Arquitectura de Barcelona (ETSAB)
- Escola Tècnica Superior d’Arquitectura del Vallès (ETSAV)
- Escola tècnica superior d'enginyeria de telecomunicacions de Barcelona (ETSETB-Telecom BCN)
- Escola Tècnica Superior d'Enginyeria Industrial de Barcelona (ETSEIB)
- Escola Superior d’Enginyeries Industrial, Aeroespacial i Audiovisual de Terrassa (ESEIAAT)
- Escola Universitària d'Enginyeria Tècnica Industrial de Terrassa (EUETIT)
- Escola Universitària d'Òptica i Optometria de Terrassa (EUOOT)
- Facultat d'Informàtica de Barcelona (FIB)
- Facultat de Matemàtiques i Estadística (FME)
- Facultat de Nàutica de Barcelona (FNB)

### Centres associés
- Escola Universitària d'Enginyeria Tècnica Agrícola de Barcelona (EUETAB/ESAB)
- Escola Universitària d'Enginyeria Tècnica Industrial d'Igualada (EUETII)
- Escola Universitària d'Enginyeria Tècnica Industrial de Barcelona (EUETIB)
- Escola Universitària d'Enginyeria Tècnica en Teixits de Punt de Canet de Mar (EUETTPC)
- Escola Universitària Politècnica de Mataró (EUPMT)
- Centre Universitari EAE
- Escola Universitària Caixa Terrassa (EUNCET)
- Centre de la Imatge i Tecnologia Multimèdia (CITM)
- Escola Superior de Prevenció de Riscos Laborals (ESPRL)

## Répartition géographique
- Barcelone
- Castelldefels
- Manresa
- Sant Cugat del Vallès
- Terrassa
- Vilanova i la Geltrú
- Mataró